# Cleberson Luis Marques
Cleberson Luis Marques (sinh ngày 4 tháng 7 năm 1984) là một cầu thủ bóng đá người Brasil.

## Sự nghiệp câu lạc bộ
Cleberson Luis Marques đã từng chơi cho Tokushima Vortis.

## Thống kê câu lạc bộ

### J.League
| Đội              | Năm       | J.League | J.League | J.League Cup | J.League Cup | Tổng cộng | Tổng cộng |
| Đội              | Năm       | Trận     | Bàn      | Trận         | Bàn          | Trận      | Bàn       |
| ---------------- | --------- | -------- | -------- | ------------ | ------------ | --------- | --------- |
| Tokushima Vortis | 2007      | 14       | 3        | -            | -            | 14        | 3         |
| Tổng cộng        | Tổng cộng | 14       | 3        | 0            | 0            | 14        | 3         |